# Rijksstad Turckheim
De rijksstad Turckheim was een tot de Boven-Rijnse Kreits behorende rijksstad binnen het Heilige Roomse Rijk
Het gebied van Turckheim behoorde oorspronkelijk tot het abdijvorstendom Munster en de heerlijkheid Hohlandsberg. In 1312 werd het een vrije rijksstad van de Boven-Rijnse Kreits binnen het Heilige Roomse Rijk. De stad sloot zich in 1354 aan bij de Tienstedenbond van de Elzas.
Het Verdrag van Münster van 1648 leverde de stad een onduidelijke status op: enerzijds gaf paragraaf 73 de landvoogdij Haguenau met de daarbij horende rechten over de stad aan Koninkrijk Frankrijk, anderzijds verplichtte Frankrijk zich in paragraaf 87 om de  rijksvrije status van de stad te respecteren. In 1674 bezette Lodewijk XIV van Frankrijk echter de rijksstad. Vervolgens werd de stad in het kader van de reunionspolitik in 1680 door Frankrijk geannexeerd. In de Vrede van Rijswijk van 1697 erkenden de Europese mogendheden de inlijving van de rijksstad.